# Melanagromyza frontata
Melanagromyza frontata är en tvåvingeart som beskrevs av Spencer 1960. Melanagromyza frontata ingår i släktet Melanagromyza och familjen minerarflugor. Inga underarter finns listade i Catalogue of Life.